# Эффект Миллера

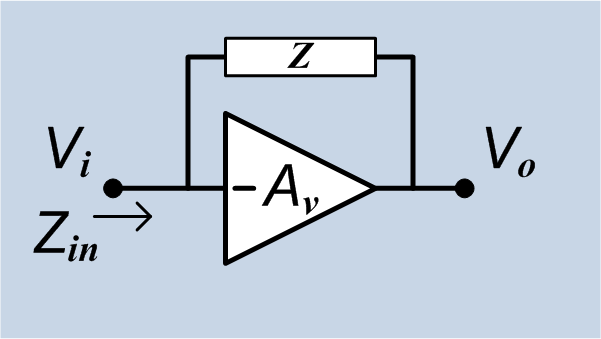
Инвертирующий усилительный элемент охвачен обратной связью.

Эффект Миллера на биполярном транзисторе в схеме с общим эмиттером

Эффект Миллера — увеличение эквивалентной ёмкости инвертирующего усилительного элемента, обусловленное обратной связью с его выхода на вход. Эффект наиболее явно проявляется в усилителях напряжения, построенных на радиолампах, на биполярных и полевых транзисторах, микросхемах.
Так при коэффициенте усиления по напряжению {\displaystyle K_{U}} эффективная электрическая ёмкость, приведённая к взаимной ёмкости между входом, например базой транзистора и шиной питания увеличится при выключении в {\displaystyle (1+K_{U})} раз.
Эффект Миллера в схемах на биполярных транзисторах, в схемах с общим эмиттером, где напряжение усиливается в β раз, приводит к значительному увеличению эффективной ёмкости между базой и коллектором (ёмкость Миллера). При этом ухудшаются динамические свойства каскада. Например, для каскада на входе, биполярный транзистор сложнее выключить, чем включить. Появляется нагрузочная нелинейность, увеличивается влияние на предыдущие каскады. В быстродействующих импульсных схемах эффект Миллера может приводить к появлению сквозных токов.
Эффект Миллера может быть значительно ослаблен схемотехническими модификациями. Например, каскодный способ включения транзисторов позволяет значительно уменьшить эффект Миллера. В импульсных и силовых схемах для подавления эффекта используется ряд других способов (схема Бейкера, форсирующая RC-цепь и др). Для активного подавления эффекта Миллера иногда применяют подключение схемы перезаряда затвора в обход токоограничительных резисторов.

## Исторические аспекты
Эффект Миллера назван в честь Джона Мильтона Миллера. В 1920 году, в первых публикациях Миллер описывал эффект применительно к ламповым триодам.